# 野崎守英
野崎 守英（のざき もりひで、1934年（昭和9年） - ）は、日本の哲学者、中央大学文学部哲学科名誉教授、専攻は日本思想史、倫理学。
東京生まれ。東京大学文学部倫理学科卒業。
吉本隆明にも関心を持ち論考がある。

## 略歴
- 1962年　聖光学院高等学校教諭
- 1963年　神奈川県立横須賀高等学校教諭
- 1965年　東京都立深沢高等学校教諭
- 1971年　東京都立多摩高等学校教諭
- 1973年　東京理科大学工学部専任講師
- 1974年　東京理科大学工学部助教授
- 1986年　中央大学文学部教授
- 2005年　同大学定年退職、名誉教授

## 著書
- 『芭蕉という精神』中央大学出版部（中央大学学術図書 62）、2006年3月
- 『歌・かたり・理 日本思想の姿と構造』ぺりかん社、1996年1月
- 『宣長と小林秀雄 日本人の「知」と「信」』名著刊行会、1982年11月
- 『道 近世日本の思想』東京大学出版会、1979年2月
- 『本居宣長の世界』塙書房（新書）、1972年5月　のちオンデマンド版

## 共編ほか
- 『日本倫理思想史研究』佐藤正英編 野崎守英編、ぺりかん社、1983年7月
- 「柴田翔『されど われらが日々-』文春文庫解説」『永遠の文庫〈解説〉傑作選』斎藤慎爾/編、メタローグ、2003年10月、友人としての解説

| スタブアイコン | サブスタブ | この項目は、まだ閲覧者の調べものの参照としては役立たない、人物に関連した書きかけの項目です。この項目を加筆・訂正などしてくださる協力者を求めています（P:人物伝/PJ:人物伝）。 |